# يعقوب بن عبد الله بن أبي طلحة
يعقوب بن عبد الله بن أبي طلحة، أخو إسحاق، وإسماعيل، وعمرو، وعبد الله بنى عبد الله بن أبي طلحة، تابعي ومُحدث ثقة، روى له مسلم.

## روايته للحديث النبوي
- روى عن: عمه أنس بن مالك، وامرأة من آل أبي قتادة.
- روى عنه: أسامة بن زيد الليثي، وعبد الله بن بكر بن حزم.
- الجرح والتعديل: ذكره ابن حبان في كتاب الثقات، وقال أبو زرعة الرازي: «ثقة، لم يرو عنه إلا أسامة بن زيد»، وقال النسائي: «مشهور الحديث».[1]